# Hermeray
Hermeray là một xã của Pháp, nằm ở tỉnh Yvelines trong vùng Île-de-France.
Người dân ở đây trong tiếng Pháp gọi là Hermolitiens.
Hermeray có diện tích 18,07 km2, dân số năm 1999 là 931 người.